# Gilbert Tillmann

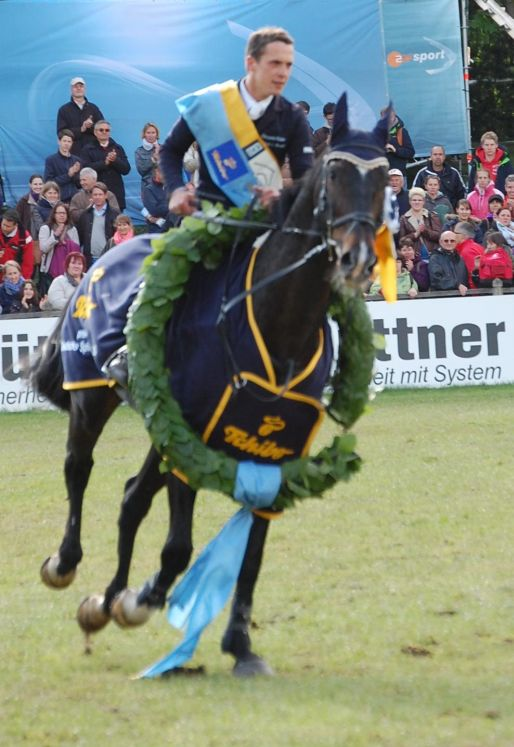
Die Sieger des 84. Deutschen Spring-Derbys: Gilbert Tillmann und Hello Max (2013)

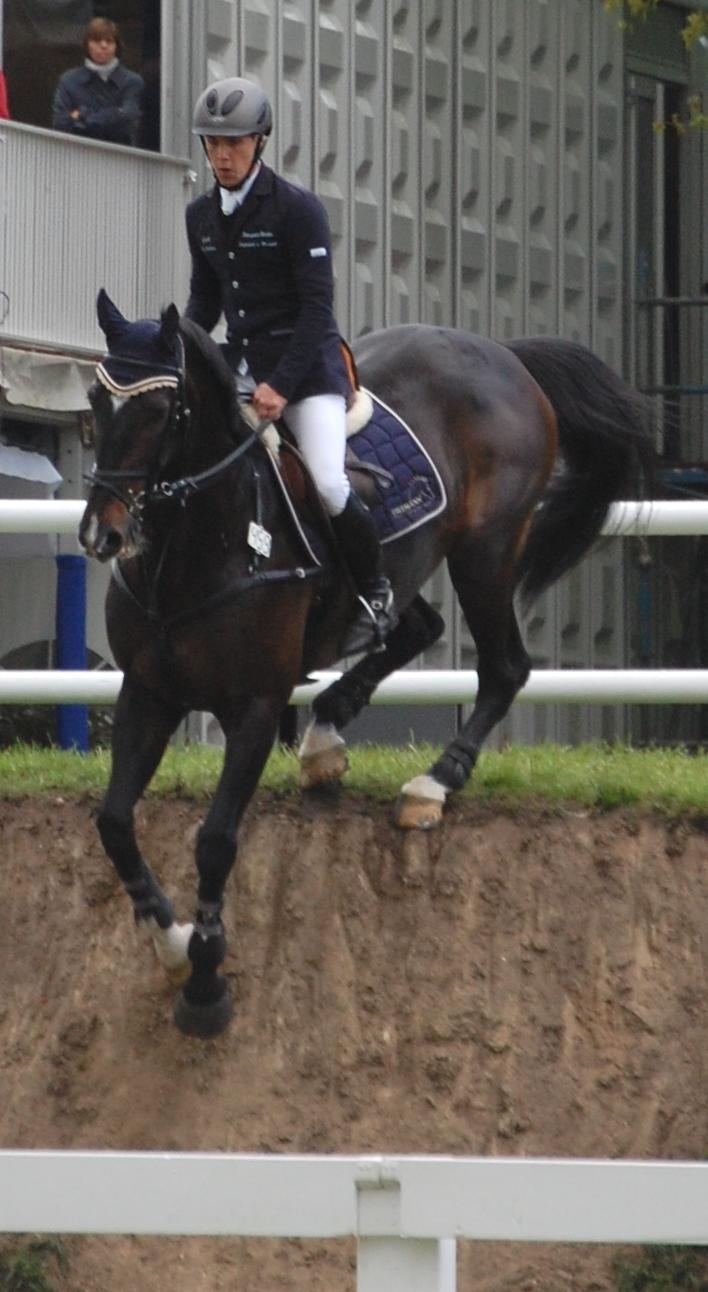
Gilbert Tillmann und Hello Max am Wall (2013)

Gilbert Tillmann (* 7. April 1982) ist ein deutscher Reiter. Seinen größten Erfolg feierte er mit dem Sieg im 84. Deutschen Spring-Derby.

## Werdegang
Tillmanns Vater betreibt eine Reitanlage im Grevenbroicher Stadtteil Neukirchen und ist als Springreiter bis hin zur schweren Klasse aktiv. Auch Gilbert Tillmanns älterer Bruder Frederic ist Springreiter bis zur Klasse S und ist als Ausbilder von Sportpferden tätig. Trotz dieses familiären Hintergrundes spielte er zunächst Fußball und konzentrierte sich erst mit 12 Jahren auf die Reiterei.
Hauptberuflich ist Gilbert Tillmann Hufschmied und reitet daher nur nebenberuflich. Er tritt bei Springprüfungen bis zur schweren Klasse an.
Im Jahr 2001 übernahm er den damals siebenjährigen Irischen Wallach Hello Max, der zuvor auf 16 Jahre geschätzt worden war und als Schulpferd lief. Da dieser jedoch etliche Reitschüler abwarf, wurde er als untauglich für den Reitunterricht angesehen. Nachdem er zwischenzeitlich bei Karnevalsumzügen eingesetzt worden war, wurde Hello Max als Springpferd trainiert. Mit ihm gewann Tillmann bis 2011 etwa 25 S-Springen und erreichte das Goldene Reitabzeichen. Als Junger Reiter erreichte er Platzierungen beim Preis der Besten und den Deutschen Jugendmeisterschaften.
Im Jahr 2007 ging Tillmann erstmals im Deutschen Spring-Derby an den Start. In dieser Prüfung, die oftmals als „schwierigster Springparcours weltweit“ bezeichnet wird, kam er mit Hello Max auf den elften Rang; zudem wurde er Rheinischer Meister der Springreiter. Im selben Jahr wurde Gilbert Tillmann von den Lesern der Neuß-Grevenbroicher Zeitung zum Sportler des Jahres gewählt.
Im Jahr 2010 riss Tillmann der Zügel, als er mit Hello Max das Deutsche Spring-Derby ritt, er konnte den Parcours daher nicht beenden. Angespornt hierdurch kamen beide im Folgejahr auf den vierten Rang in dieser Prüfung. Als rheinischer Reiter bekam er 2010 die Möglichkeit, beim CHIO Aachen zu starten. Hier kam er in einer Rahmenspringprüfung mit Hello Max auf den neunten Rang.
Im Mai 2013 gingen Gilbert Tillmann und Hello Max zum sechsten Mal im Spring-Derby an den Start. Beide mussten im Normalumlauf vier Strafpunkte hinnehmen. Da aber kein anderer Reiter ohne Fehler blieb, kam es zu einem Stechen gegen das Derby-Siegerpaar von 2010 – Carsten-Otto Nagel und Lex Lugar. Beide Reiter hatten jeweils einen Abwurf, Tillmann erreichte dabei jedoch eine schnellere Zeit, was für ihn den Sieg im 84. Deutschen Spring-Derby bedeutete. Bei der Siegerehrung gab Tillmann bekannt, dass er mit diesem Sieg seinen nun 19-jährigen Wallach aus dem Sport verabschiede.
Im Juli 2013 wurde Gilbert Tillmann im Rahmen einer Ehrungsveranstaltung des Kreis-Pferdesportverbandes Neuss für ihn vom Pferdesportverband Rheinland die St. Georg Plakette verliehen.
Auch in den Folgejahren bestritt Gilbert Tillmann erfolgreich das Deutsche Spring-Derby. Nachdem sich der 2006 geborene Wallach Hadjib im Vorfeld des Derbys 2017 verletzt hatte, stellte ihm sein Bruder Frederic Tillmann den 2009 geborenen Schimmelwallach Claus Dieter zur Verfügung. Mit diesem kam er im 88. Deutschen Spring-Derby auf den zweiten Platz.

## Erfolge (in Auswahl)
- 2007:
  - Rheinische Meisterschaft der Springreiter, 1. Platz mit Lusedom[7]
- 2009:
  - 80. Deutsches Spring-Derby, 5. Platz mit Hello Max[12]
- 2011:
  - 82. Deutsches Spring-Derby, 4. Platz mit Hello Max[13]
  - Großer Preis der Eschweiler Pferdetage (Springprüfung Klasse S** mit Stechen), 1. Platz mit Hello Max[14]
- 2012:
  - Bernhard-Weber-Gedächtnis-Preis bei den Düsseldorfer Reitertagen (Springprüfung Klasse S** mit Siegerrunde), 1. Platz mit Leviens des Cabanes[15]
- 2013:
  - 84. Deutsches Spring-Derby, 1. Platz mit Hello Max[16]
- 2015:
  - Großer Preis von Sachsen-Anhalt (Allrode, Klasse S*** mit Siegerrunde), 2. Platz mit Hadjib[17]
- 2016:
  - 87. Deutsches Spring-Derby, 6. Platz mit Hadjib[18]
- 2017:
  - 88. Deutsches Spring-Derby, 2. Platz mit Claus Dieter[19]
- 2018:
  - Großer Preis von Grevenbroich-Gut Neuhaus (Klasse S** mit Stechen), 1. Platz mit Claus Dieter
  - 89. Deutsches Spring-Derby, 2. Platz mit Claus Dieter
- 2019:
  - Großer Preis von Grevenbroich-Gut Neuhaus (Klasse S** mit Stechen), 2. Platz mit Hadjib